# Chapéu de couro

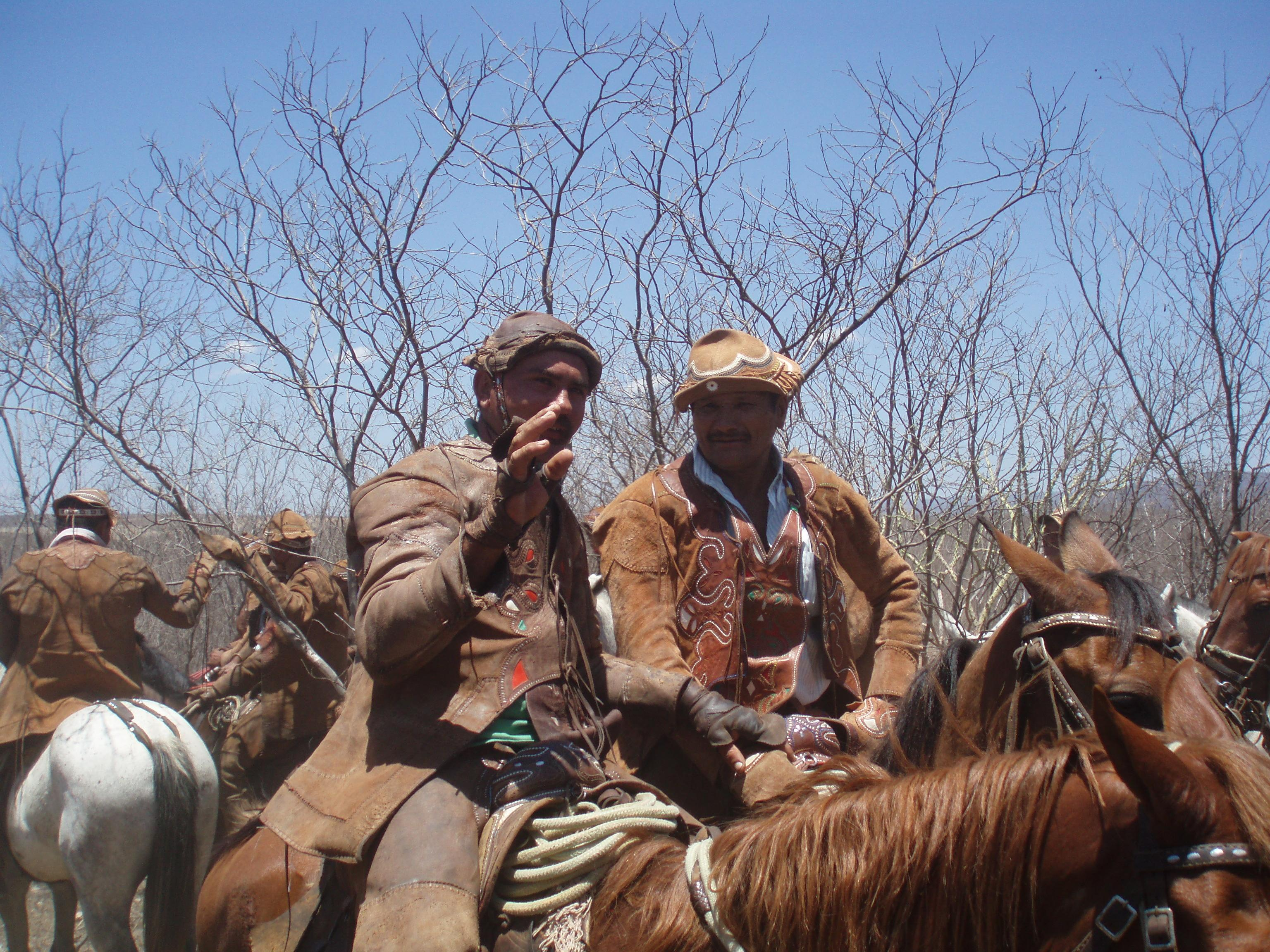
Vaqueiros em posição de guarda utilizando chapéus de couro, gibões e perneiras.

Conhece-se como chapéu de couro os chapéus feitos de couro tradicionalmente utilizados por vaqueiros nordestinos na tarefa de aboiar o gado, é uma parte importante do traje tradicional do Nordeste brasileiro. Apesar da designação comum, os chapéus de couro não possuem um formato único. Antes variam imensamente conforme a localidade do vaqueiro, servindo como identificador de sua proveniência.

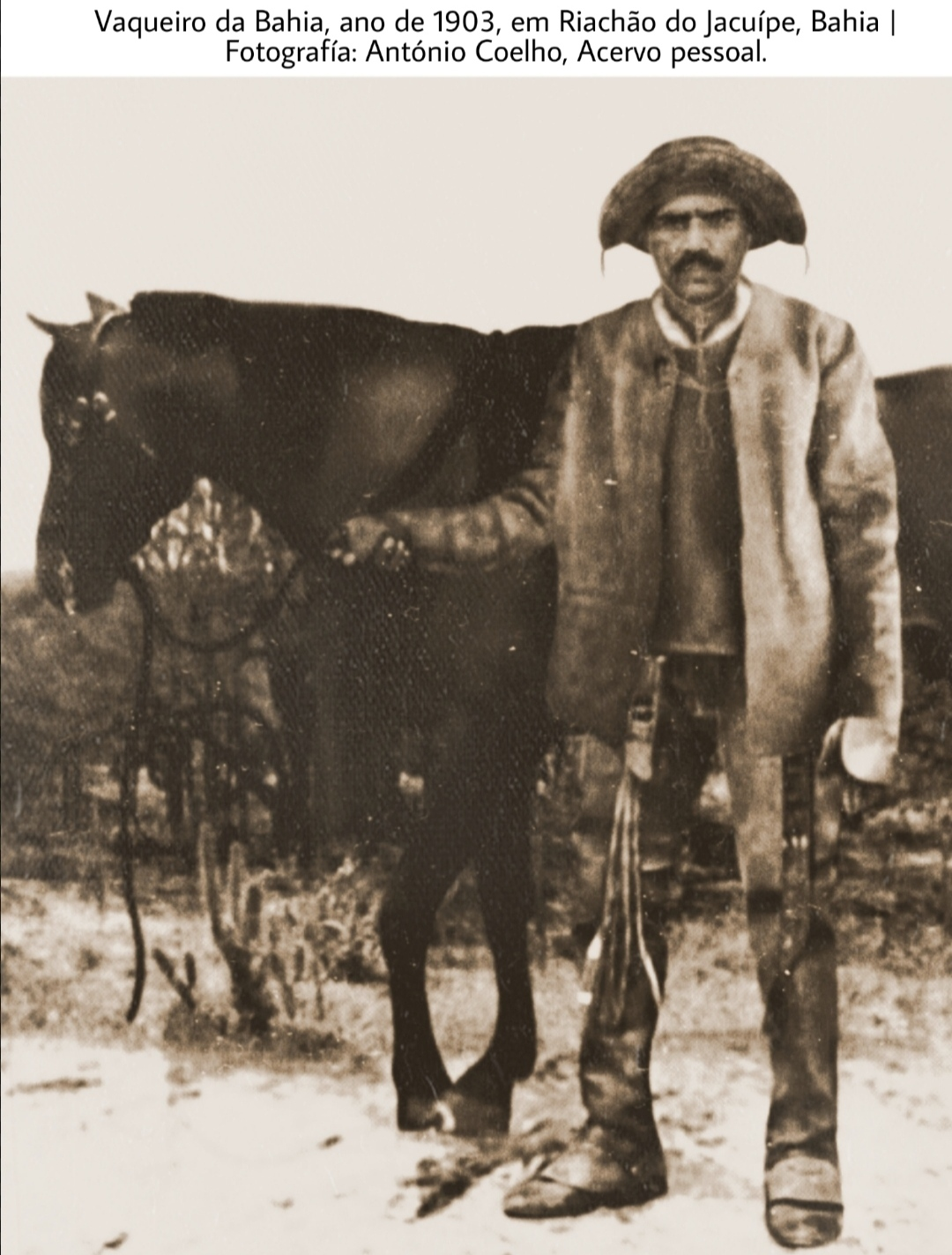
Vaqueiro baiano, ano 1903, com seu chapéu de couro, em Riachão do Jacuípe, Bahia.

Inicialmente, os chapéus de couro serviam a fins práticos, protegendo a cabeça do vaqueiro das ervas espinhosas da caatinga, do sol e da chuva. Eram frequentemente ensebados com sebo de boi, a fim de torná-los impermeáveis. A partir do sucesso de Luiz Gonzaga no Sudeste, entretanto, que utilizava vários modelos de chapéu de couro em suas apresentações, como marca de sua origem nordestina, os chapéus de couro passaram gradativamente a ser utilizados como símbolo da vida sertaneja e do homem nordestino.